# 土佐中村郵便局
土佐中村郵便局（とさなかむらゆうびんきょく）は、高知県四万十市にある郵便局。民営化前の分類では集配普通郵便局であった。

## 概要
住所：〒787-8799 高知県四万十市中村本町3-39

## 沿革
- 1872年（明治5年）9月3日 - 中村郵便取扱所として開設[1]。
- 1875年（明治8年）1月1日 - 中村郵便局（五等）となる[1]。
- 1882年（明治15年） - 為替・貯金取扱を開始[1]。
- 1889年（明治22年）5月1日 - 中村郵便電信局となる[1][2]。
- 1903年（明治36年）4月1日 - 通信官署官制の施行に伴い中村郵便局となる[1][3]。
- 1943年（昭和18年）7月21日 - 特定郵便局から普通郵便局に局種別改定[4]、土佐中村郵便局に改称[5]。
- 1956年（昭和31年）10月1日 - 電話通話および和文電報受付事務の取扱を開始[6]。
- 1991年（平成3年）10月1日 - 外国通貨の両替および旅行小切手の売買に関する業務取扱を開始。
- 2003年（平成15年）10月27日 - 東中筋郵便局から「787-06xx」区域の集配業務の全部を、また有岡郵便局から「787-07xx」区域の集配業務の一部[注釈 1]を移管[7]。
- 2005年（平成17年）2月21日 - 下田郵便局、後川（うしろがわ）郵便局、川登（かわのぼり）郵便局、蕨岡（わらびおか）郵便局、富山（とみやま）郵便局からそれぞれ「787-01xx」「787-11xx」「787-12xx」「787-14xx」「787-15xx」区域の集配業務を移管[8]。
- 2007年（平成19年）10月1日 - 民営化に伴い、併設された郵便事業土佐中村支店に一部業務を移管。
- 2012年（平成24年）10月1日 - 日本郵便株式会社発足に伴い、郵便事業土佐中村支店を土佐中村郵便局に統合。

## 取扱内容
- 郵便、印紙、ゆうパック、内容証明
- 貯金、為替、振替、振込、国際送金、国債、投資信託
- 生命保険、バイク自賠責保険、自動車保険、変額年金保険
- ゆうちょ銀行ATM
- 「787-00xx」「787-01xx」「787-06xx」「787-07xx」「787-11xx」「787-12xx」「787-14xx」「787-15xx」（四万十市（旧中村市域））の集配業務
- ゆうゆう窓口

## 周辺
- 為松公園・幡多郷土資料館（中村城址）
- 高知県立中村中学校・高等学校
- 四万十市立中村中学校
- 四万十市立中村小学校
- 四万十川

## アクセス
- 土佐くろしお鉄道中村線・宿毛線 中村駅から徒歩で約25分。
- 高知西南交通バス「京町三丁目」停留所下車。
- 駐車場あり：10台